# Hogna andreinii
Hogna andreinii är en spindelart som beskrevs av Eduard Reimoser 1937. Hogna andreinii ingår i släktet Hogna och familjen vargspindlar.
Artens utbredningsområde är Etiopien. Inga underarter finns listade i Catalogue of Life.